# Homework
Homework – debiutancki album studyjny francuskiego duetu Daft Punk, wydany 20 stycznia 1997. Został nagrany w Paryżu. Homework promowało 5 singli, z których dwa - "Da Funk" i "Around the World" - uplasowały się na szczytach list przebojów w wielu krajach i do dziś są jednymi z najpopularniejszych singli grupy.

## Lista utworów
1. "Daftendirekt" - 2:44
2. "WDPK 83.7 FM" - 0:28
3. "Revolution 909" - 5:26
4. "Da Funk" - 5:28
5. "Phœnix" - 4:55
6. "Fresh" - 4:03
7. "Around the World" - 7:08
8. "Rollin' & Scratchin'" - 7:26
9. "Teachers" 	2:52
10. "High Fidelity" - 6:00
11. "Rock'n Roll" - 7:32
12. "Oh Yeah" - 2:00
13. "Burnin'" - 6:53
14. "Indo Silver Club" - 4:32
15. "Alive" - 5:15
16. "Funk Ad" - 0:50

## "Homework" Remixes
"Homework" Remixes – remix album wydany 25 listopada 2022. Zawiera remixy, które pojawiły się wcześniej na singlach. 
1. "Around The World" (l:Cube Remix) - 6:18
2. "Revolution 909" (Roger Sanchez & Junior Sanchez(inne języki) Remix) - 8:56
3. "Around The World" (Tee's(inne języki) Frozen Sun Mix) - 7:57
4. "Around The World" (Mellow Mix) - 7:51
5. "Burnin'" (DJ Sneak(inne języki) Main Mix) - 9:10
6. "Around The World" (Kenlou Mix) - 7:50
7. "Burnin'" (Ian Pooley Cut Up Mix) - 5:20
8. "Around The World" (Motorbass(inne języki) Vice Mix) - 6:37
9. "Around The World" (M.A.W Remix) - 9:23
10. "Burnin'" (Slam(inne języki) Mix) - 6:47
11. "Around The World" (Original Lead On Mix) - 7:30
12. "Burnin'" (DJ Sneak(inne języki) Mongowarrier Mix) - 10:23
13. "Around The World" (Raw Dub) - 6:54
14. "Teachers" (Extended Mix) - 5:53
15. "Revolution 909" (Revolution A Cappella) - 1:04